# Entomobrya ligata
Entomobrya ligata är en urinsektsart som beskrevs av James P. Folsom 1924. Entomobrya ligata ingår i släktet Entomobrya och familjen brokhoppstjärtar. Inga underarter finns listade i Catalogue of Life.